# Michael H. Stone
Michael H. Stone (Siracusa, Nueva York, 27 de octubre de 1933-Nueva York, 6 de diciembre de 2023) fue un psiquiatra estadounidense y profesor de psiquiatría clínica en el Colegio de médicos y cirujanos de la Universidad de Columbia en la ciudad de Nueva York.

## Primeros años y educación
Stone nació en  Siracusa, Nueva York, el 27 de octubre de 1933. Obtuvo su licenciatura en la Universidad de Cornell en 1954, donde fue asesorado por el profesor Harry Caplan en latín y griego, y completó la escuela de medicina en la Universidad de Cornell en 1958. Fue asesorado por el psicoanalista doctor Harold Searles de 1958 a 1963, y capacitado en hematología con la doctora Allyn Ley en el Memorial Sloan Kettering Cancer Center de 1961 a 1963. Completó su capacitación en el Instituto Psicoanalítico de Columbia en 1971 y de 1996 a 2000, fue asesorado en psiquiatría forense por el doctor Charles Smith.

## Carrera
El trabajo de Stone ha prestado apoyo a la necesidad de flexibilidad en el enfoque terapéutico para tratar el trastorno límite de la personalidad, tal como defienden los doctores John Livesley, John G. Gunderson y Thomas McGlashan. Ha descrito el seguimiento a largo plazo de pacientes diagnosticados con trastorno límite de la personalidad, 25 a 50 años después del contacto inicial. En 2017, la Academia Estadounidense de Psicoanálisis y Psiquiatría Dinámica lo premió por un artículo que describe recomendaciones de tratamiento para personas con esta afección.
Stone también es reconocido por refinar el concepto de psicopatía, como lo describen el doctor Robert D. Hare y el doctor David Cooke. De 2006 a 2007, fue el presentador de "Most Evil" de Discovery Channel, un programa de crímenes reales basado en la escala Gradations of Evil de 22 puntos que desarrolló para examinar los actos de violencia que provocan la asociación de reacción emocional comúnmente denominada "mal". Según Stone, los actos "malvados" son generalmente impactantes y horribles, desconcertantes. , y premeditados, e implican grados exageradamente excesivos de sufrimiento. Su escala, que distingue los actos con motivaciones más "humanas", como los crímenes de defensa personal y pasionales, de la violencia asociada con diversos grados de psicopatía y sadismo, se describió formalmente en su libro de 2009 The Anatomy of Evil en 2009 y delineado aún más junto con el psicólogo clínico doctor Gary Brucato en su volumen de seguimiento, The New Evil: Understanding the Emergence of Modern Violent Crime, en 2019.
Stone es autor de otros 11 libros, incluidos The Borderline Syndromes (1980) y Personality-Disorderedpatients: Treatable and Untreable (1996), así como de más de 250 artículos en revistas profesionales. Ha dado conferencias en los Estados Unidos y en otros cuarenta países. Los honores por su trabajo han incluido la conferencia honoraria de Chester Scrignar en Tulane en 2013; la Conferencia Silverman en el New York Presbyterian/Cornell Hospital en 2013; inclusión en las ediciones de 2017 y 2018 de Who's Who in America y el Premio al Visionario del Año 2018.

## Vida personal
Stone vive en la ciudad de Nueva York con su esposa Beth. Ambos son patrocinadores de la Ópera Metropolitana y el New York City Ballet. Stone tiene dos hijos y tres nietos.